# Al Young (poeta)
Albert James Young (Ocean Springs, 31 maggio 1939 – Concord, 17 aprile 2021) è stato uno scrittore e poeta statunitense.

## Biografia
Nato a Ocean Springs nel 1939, ha frequentato l'Università del Michigan e ha conseguito un B.A. in spagnolo all'Università della California - Berkeley.
Completati gli studi, ha intrapreso una lunga carriera d'insegnante presso numerose università quali l'Università della California, Santa Cruz, Davis e Berkeley.
A partire dal suo esordio, la raccolte di liriche Dancing del 1969, ha pubblicato 5 romanzi, altrettanti saggi musicali e altre 7 collezioni di poesie e si è aggiudicato due American Book Awards.
Nominato poeta laureato della California nel 2005 dall'allora Governatore Arnold Schwarzenegger, è morto a 81 anni il 17 aprile 2021 a Concord.

## Opere

### Romanzi
- Snakes (1970)
- Chi è Angelina? (Who Is Angelina?, 1975), Milano, Jaca book, 1983 traduzione di Luciano Federighi ISBN 8816500077.
- Parla Sitting Pretty (Sitting Pretty, 1976), Milano, Jaca book, 1985 traduzione di Luciano Federighi ISBN 88-16-50023-9.
- Ask Me Now (1980)
- Seduction By Light (1988)

### Saggi musicali
- Bodies & Soul (1981)
- Kinds of Blue (1984)
- Things Ain't What They Used to Be (1986)
- Mingus Mingus: Two Memoirs (1989)
- Drowning in the Sea of Love (1995)

### Raccolte di poesie
- Dancing (1969)
- The Song Turning Back into Itself (1971)
- Geography of the Near Past (1976)
- The Blues Don't Change: New and Selected Poems (1982)
- Heaven: Collected Poems: 1956-1990 (1992)
- The Sound of Dreams Remembered: Poems 1990-2000 (2001)
- Coastal Nights and Inland Afternoons: Poems 2001-2006 (2006)
- Something About the Blues: An Unlikely Collection of Poetry (2008)

### Chapbook
- Conjugal Visits (1996)
- Straight No Chaser (2011)

## Premi e riconoscimenti
- Guggenheim Fellowship: 1974[6]
- American Book Awards: 1982 vincitore con Bodies and Soul e 2002 con The Sound of Dreams Remembered: Poems, 1990–2000